# Virginijus Grabliauskas
Virginijus Grabliauskas (* 21. Juni 1972 in Vilnius) ist ein litauischer Schachspieler.

## Leben
Nach dem Abitur an der 44. Mittelschule Vilnius absolvierte Grabliauskas 1995 das Diplomstudium an der Kommunikationsfakultät der Universität Vilnius. Von 1994 bis 2004 arbeitete er bei „ZPR International Inc.“ als Analytiker und Assistent. Von 2004 bis 2007 war Grabliauskas Finanzanalyst der Investitionsgesellschaft „Investicijų portfelių valdymas“. Seit 2008 leitet er die Anstalt VšĮ „Nacionalinė šachmatų lyga“ als Direktor.
Grabliauskas trägt seit 1994 den Titel Internationaler Meister und seit 2010 Fernschachgroßmeister. Er war 1997 litauischer Einzelmeister und nahm im gleichen Jahr mit der litauischen Nationalmannschaft an der Mannschaftseuropameisterschaft teil. Grabliauskas nahm achtmal mit Mannschaften aus Vilnius am European Club Cup teil, und zwar 1994 und 1995 mit Kaisė, 1996 mit der Schachschule, 2005 bis 2007 mit NSEL30 sowie 2008 und 2009 mit VŠŠSM.